# Guerra de las colas

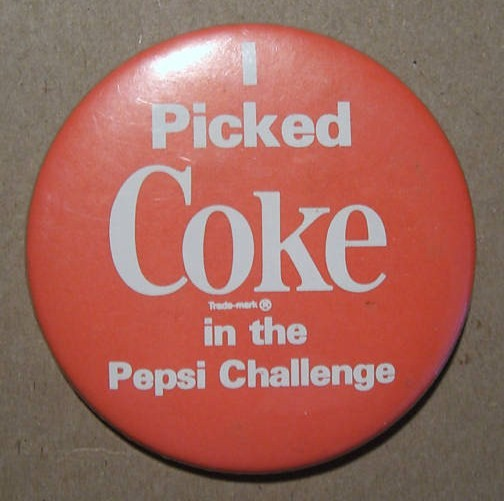
Pin de Coca-Cola durante campañas de marketing de competencia entre dicha compañía y Pepsi-Cola.

La Guerra de las Colas se refiere a la rivalidad de larga data entre los productores de refrescos gaseosos, The Coca-Cola Company y PepsiCo, quienes se han involucrado en campañas  de cada compañía, especialmente sus colas insignia, Coca-Cola y Pepsi. A partir de finales de la década de 1970 y hasta la de 1980, la competencia se intensificó, lo que le dio a este fenómeno cultural su nombre actual de La Guerra de las Colas.
En 1886, John Stith Pemberton desarrolló la receta original de Coca-Cola. En 1888, el control de la receta fue adquirido por Asa Griggs Candler, quien, en 1896, fundó The Coca-Cola Company.
Dos años más tarde, en 1898, Caleb Bradham cambió el nombre de su "Bebida de Brad" a "Pepsi-Cola" y formó la Compañía Pepsi-Cola en 1902, lo que provocó el comienzo de las Guerras de las Colas. Las dos empresas continuaron introduciendo técnicas publicitarias nuevas y "modernas", como el primer respaldo de una celebridad de Coca-Cola y la botella contour de 1915, hasta que la inestabilidad del mercado que siguió a la Primera Guerra Mundial obligó a Pepsi a declararse en quiebra en 1923. En 1931, Pepsi volvió a quebrar, pero se recuperó y comenzó a vender sus productos a un precio asequible de 5 centavos por botella, reavivando las guerras de Cola hasta el día de hoy.

## Estrategias publicitarias

### Coca-Cola
La publicidad de Coca-Cola se ha centrado históricamente en la salubridad y la nostalgia. La publicidad de Coca-Cola se caracteriza a menudo como "apta para familias" y a menudo, se basa en personajes "lindos" (p. Ej., La mascota del oso polar de Coca-Cola y Papá Noel en Navidad).

#### New Coke
Durante el apogeo de las Guerras de la Cola, cuando Coca-Cola vio como su producto estrella perdía participación de mercado frente a Pepsi, así como frente a Coca-Cola Light y los productos de la competencia, la compañía consideró un cambio en la fórmula y el sabor de la bebida. En abril de 1985, The Coca-Cola Company presentó su nueva fórmula para Coca-Cola, que se conoció popularmente como "New Coke". La reacción de los consumidores al cambio llevó a la empresa a realizar una retirada estratégica el 11 de julio de 1985, anunciando sus planes de recuperar la fórmula anterior con el nombre de "Coca-Cola Classic". Algunos teóricos de la conspiración piensan que la decisión de reemplazar el sabor original fue en realidad un golpe maestro estratégico para impulsar las ventas de Coca-Cola una vez que regresó al mercado, lo cual sucedió; sin embargo, Coca-Cola Company niega vehementemente el reclamo.

### Pepsi
La publicidad de Pepsi está fuertemente respaldada por patrocinios estratégicos y marketing online. El logotipo de Pepsi utiliza los colores rojo, blanco y azul de la Bandera de los Estados Unidos, inspirando un fuerte sentido de patriotismo en toda su marca..

#### Pepsi Challenge
En 1975, Pepsi comenzó a mostrar anuncios basados en el Pepsi Challenge, en los que se preguntaba a la gente común qué producto preferían en pruebas de sabor a ciegas. La campaña sugirió que, cuando se trataba de probar solo, los consumidores preferían Pepsi a Coca-Cola. Esto impulsó la creación de Coca-Cola de "Coca-Cola Light", y más tarde, "New Coke", las cuales llevaron a un punto de cambio importante en la Guerra de la Colas. Sin embargo, el Pepsi Challenge fue una campaña de marketing y no un estudio científico. Estudios posteriores con controles científicos encontraron solo diferencias modestas entre Pepsi y Coca-Cola (ver Pepsi Challenge para más detalles).

#### Bebe Pepsi, consigue cosas
A mediados de la década de 1990, Pepsi lanzó su estrategia a largo plazo más exitosa de las Guerras Cola, Pepsi Stuff. Con el lema "Beba Pepsi, consiga cosas", los consumidores podían acumular puntos Pepsi en paquetes y vasos que podían canjear por productos Pepsi gratuitos. Después de investigar y probar el programa durante más de dos años para asegurarse de que resonara entre los consumidores, Pepsi lanzó Pepsi Stuff, que fue un éxito instantáneo. Debido a su éxito, el programa se amplió para incluir los mercados internacionales de Mountain Dew y Pepsi en todo el mundo. La compañía continuó ejecutando el programa durante muchos años, innovando continuamente con nuevas funciones cada año.

## Competencia reciente

### Programas de lealtad
Coca-Cola y Pepsi participaron en una competencia de programas en línea con la reintroducción de Pepsi Stuff en 2005; Coca-Cola tomó represalias con Coke Rewards. Ambos son programas de lealtad que regalan premios y productos a los consumidores que, después de recolectar tapas de botellas y tapas de cajas de 12 o 24 paquetes, envían códigos en línea para una cierta cantidad de puntos. Sin embargo, la asociación en línea de Pepsi con Amazon permitió a los consumidores comprar varios productos con sus "Puntos Pepsi", como descargas de MP3. Tanto Coca-Cola como Pepsi tenían previamente una sociedad con ITunes Store.

### Share-A-Coke
Coca-Cola presentó por primera vez su campaña "Share a Coke" en Australia en 2011, cambiando el diseño tradicional de sus productos para mostrar "Share a Coke with:" y tener nombres impresos en cada botella o lata. La idea detrás de la campaña era crear una relación más personal con sus clientes.

### Super Bowl LIII
El Super Bowl LIII se jugó en Atlanta, que es donde Coca-Cola tiene su oficina central, en 2019. Pepsi había sido uno de los principales patrocinadores de la NFL durante años, y recientemente renovó su contrato de patrocinio en 2011. La publicidad de Pepsi vinculada al juego asomó divertido en la situación con lemas como "Pepsi en Atlanta. Qué refrescante", "Hola Atlanta, gracias por ser anfitrión. Traeremos las bebidas" y "Mira quién está en la ciudad para el Super Bowl LIII". Ambas compañías publicaron anuncios de televisión durante el Super Bowl, mientras Coca-Cola emitió el comercial "Una Coca-Cola es una Coca-Cola" justo antes del Himno Nacional del Super Bowl, mientras que Pepsi publicó una serie de anuncios con el lema "¿Está bien Pepsi?"..